# Moldovas fodboldforbund
Federaţia Moldovenească de Fotbal (FMF) er Moldovas nationale fodboldforbund og dermed det øverste ledelsesorgan for fodbold i landet. Det administrerer de moldoviske fodbolddivisioner og landsholdet og har hovedsæde i Chişinău.
Forbundet blev grundlagt i 1990 og blev medlem af FIFA og UEFA i henholdsvis 1994 og 1993.

## Ekstern henvisning
- FMF.md

| Fodbold | Spire Denne artikel om en fodboldorganisation er en spire som bør udbygges. Du er velkommen til at hjælpe Wikipedia ved at udvide den. |